# 寺內正毅
寺內正毅（日语：〔〕／ Terauchi Masatake1852年2月24日—1919年11月3日），日本陸軍軍人、政治人物，曾任朝鮮總督及內閣總理大臣。山陽道周防國吉敷郡平井村（今山口縣山口市平井）人。

## 生平
- 1869年，参加箱馆战争。
- 1882年，任驻法公使馆（法语：Ambassade du Japon en France）武官。
- 1886年，任士官学校校长。
- 1898年，任首任教育总监。
- 1900年 - 1902年，任参谋本部次长。
- 1902年 - 1911年，连任三届内阁陆军大臣。
- 1910年 兼任朝鮮統監
- 1916年，任朝鮮总督。
- 1916年，晋升元帅。
- 1916年10月，组阁。
- 1917年，屡次派心腹西原龟三向中国段祺瑞政权提供借款，企图扩大在华权益。
- 1918年，出兵西伯利亚。同年7月至9月爆發「米騷動事件」，造成寺內內閣於9月21日總辭。寺內在擔任內閣期間罹病，翌年11月3日病歿，時年67歲。

## 親屬
- 寺內壽一，長子。陸軍元帥，曾任台灣軍司令官及南方軍總司令，戰後被英軍關押時腦溢血去世。